# Melicope waialealae
Melicope waialealae är en vinruteväxtart som först beskrevs av Heinrich Wawra, och fick sitt nu gällande namn av T.G. Hartley & B.C. Stone. Melicope waialealae ingår i släktet Melicope och familjen vinruteväxter. IUCN kategoriserar arten globalt som starkt hotad. Inga underarter finns listade i Catalogue of Life.